# خرد کننده! خرد کننده!
خرد کننده! خردکننده! (به انگلیسی: !Breaker! Breaker) یک فیلم اکشن آمریکایی محصول سال ۱۹۷۷ با بازی چاک نوریس است.

## بازیگران
- چاک نوریس در نقش جان دیوید "JD" داوز
- جورج مرداک در نقش قاضی جوشوا تریمینگس
- تری اوکانر در نقش آرلین تریمینگس
- دان جنت در نقش گروهبان استروود
- جان دی فوسکو در نقش آرنی
- ران سدیلوس در نقش معاون بولز
- مایکل اوگنشتاین در نقش بیلی داوز
- دن واندگریفت در نقش ویلفرد
- داگلاس استیونسون در نقش دریک
- پاول کاوکی به عنوان وید
- لری فدر در نقش جورج
- جک نانس در نقش بارتون[۲][۳][۴][۵]